# Kuriyama, Hokkaido
Kuriyama (栗山町 Kuriyama-chō?) este un oraș⁠(d) situat în subprefectura Sorachi⁠(d), Hokkaido, Japonia.
În septembrie 2016, orașul avea o populație estimată de 12.365 de locuitori, și o densitate de 61 de persoane pe km2. Suprafața totală este de 203,84 km2. 

## Oamenii nobili din Kuriyama
- Tadashi Watanabe⁠(d), inginer informatic